# Marie de Blois (1128-1190)
Pour les articles homonymes, voir Marie de Blois et Marie de Champagne.
Marie de Blois ou Marie de Champagne (née en 1128, † en 1190) est duchesse de Bourgogne puis abbesse de Fontevraud. Elle est la fille de Thibaut IV de Blois, comte de Blois, de Chartres et de Châteaudun puis comte de Meaux, de Troyes et de Champagne et également seigneur de Sancerre, et de Mathilde de Carinthie, fille du duc Engelbert de Carinthie de la maison de Sponheim et de Ute de Passau.

## Biographie
Elle est la fille du comte de Champagne Thibaut IV de Blois et devient duchesse de Bourgogne par son mariage en 1145 avec Eudes II.
Après la mort de son époux en 1162, elle devient la tutrice de son fils, Hugues III, devenu duc de Bourgogne à seulement 14 ans, et prend la régence du duché de Bourgogne.
Elle essaie de marier son fils avec Éléonore de Vermandois, fille de Raoul Ier, comte de Vermandois, d'Amiens et de Valois, et de Pétronille d'Aquitaine, mais le projet échoue pour des raisons inconnues alors qu'elle semble avoir eu l'accord du roi de France Louis VII le Jeune, qui est également son beau-frère.
Puis à mesure que son fils Hugues avance en âge, et sous les impulsions de plusieurs de ses barons, comme Eudes Ier de Grancey ou Gui de Vergy, il se fâche avec sa mère et cherche à se libérer de sa tutelle. Vers avril 1165, Marie est alors chassée de la cour et privée de son douaire, elle se voit ainsi obligée de demander l'aide du roi de France Louis VII le Jeune, qui convoque la mère et le fils pour rendre justice, mais ce dernier ne répond pas à la convocation. Après plusieurs avertissements qui restent sans réponse, le monarque commence à faire ses préparatifs de guerre. Hugues III fait alors alliance avec l'empereur du saint empire germanique Frédéric Barberousse, qui envoie alors le comte de Champagne Henri Ier servir de médiateur auprès du roi et du duc. Henri semble avoir réussi à rétablir la paix entre Hugues et sa mère, sans avoir besoin au recourt armé du roi de France ou de l'empereur germanique.

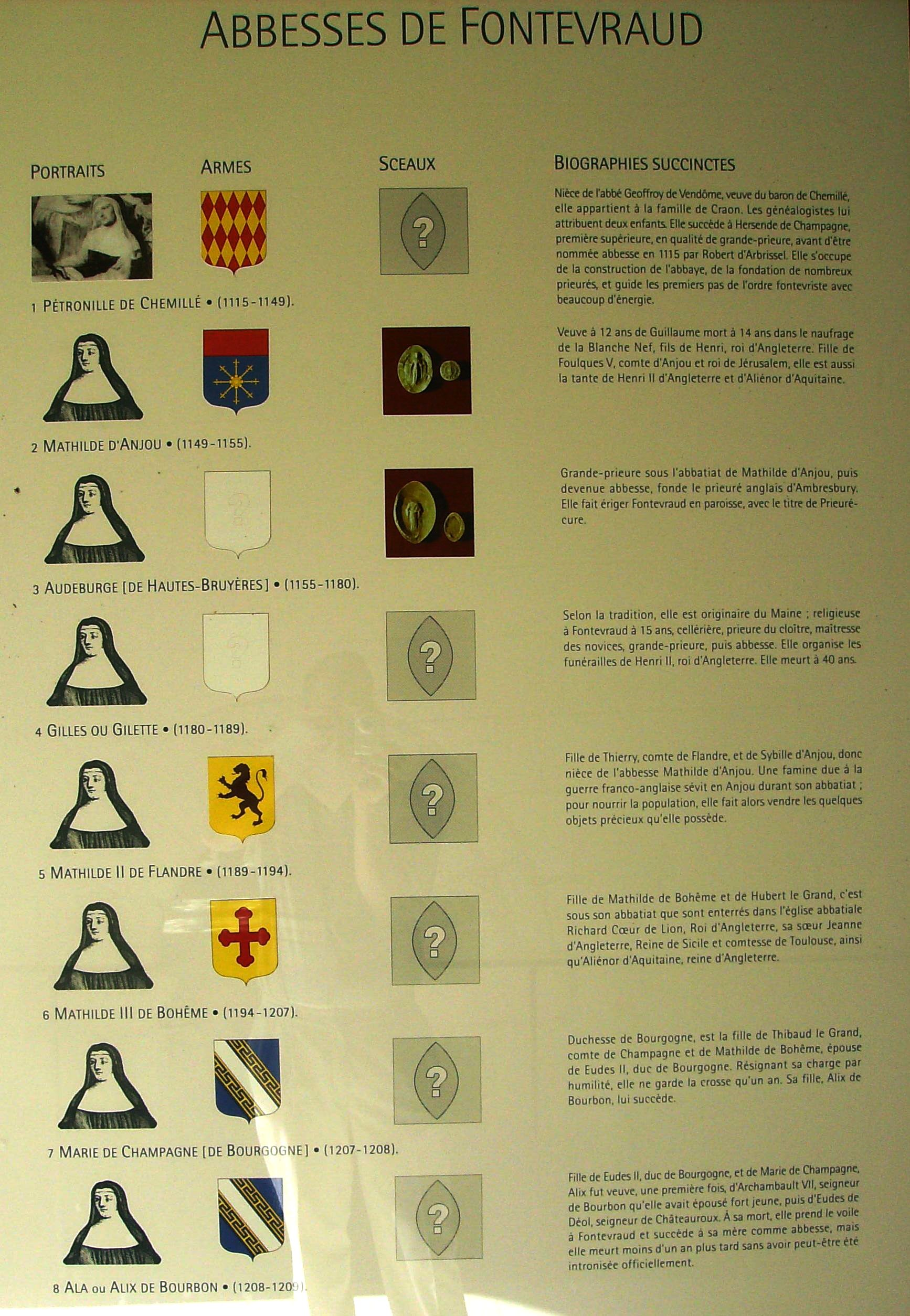
Liste des abbesses affichée à l'intérieur de l'abbaye.

Elle choisit ensuite de se retirer à l'abbaye de Fontevraud, dont elle deviendra abbesse en 1174.
Toutefois, Marie serait morte en 1190, alors que la liste des abbesses affichée à l'intérieur de l'abbaye indique qu'elle aurait été abbesse de 1207 à 1208. Peut-être y a-t-il une confusion avec sa sœur Marguerite, également religieuse à Fontevraud.

## Mariage et enfants
En 1145, elle épouse Eudes II, duc de Bourgogne, fils de Hugues II le Pacifique, duc de Bourgogne, et de Mathilde de Turenne, dont elle a quatre enfants :
- Alix (1146, † 1209), mariée en 1164 à Archambaud, fils d'Archambaud VII, sire de Bourbon ; puis remariée à Eudes de Déols, seigneur de Châteauroux. Veuve, elle devient, comme sa mère avant elle, mais pour une courte période, abbesse de Fontevraud ;
- Hugues III (1148 † 1192), duc de Bourgogne ;
- Mahaut († 1202), mariée au comte Robert IV comte d'Auvergne, fils du comte Guillaume VIII le Vieux et d'Anne de Nevers ;
- une autre fille dont le nom ne nous est pas parvenu, qui aurait épousé Robert, Seigneur de Boisleux.

## Sources
- Marie Henry d'Arbois de Jubainville, Histoire des Ducs et Comtes de Champagne, 1865.
- Ernest Petit, Histoire des ducs de Bourgogne de la race capétienne, 1888.